# Saint-Cannat
Saint-Cannat – miejscowość i gmina we Francji, w regionie Prowansja-Alpy-Lazurowe Wybrzeże, w departamencie Delta Rodanu.
Według danych na rok 1990 gminę zamieszkiwało 3918 osób, a gęstość zaludnienia wynosiła 107 osób/km² (wśród 963 gmin regionu Prowansja-Alpy-W. Lazurowe Saint-Cannat plasuje się na 161. miejscu pod względem liczby ludności, natomiast pod względem powierzchni na miejscu 253.).